# Escala Baumé
L'escala Baumé és una escala usada en la mesura de les concentracions de certes solucions (xarops, àcids) que fou creada pel químic i farmacèutic francès Antoine Baumé (1728-1804) l'any 1768 quan va construir el seu areòmetre. Cada element de la divisió de l'escala Baumé s'anomena grau Baumé i se simbolitza per ºB o ºBé.

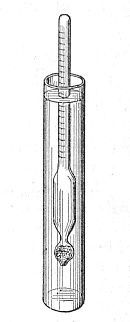
Areòmetre

La graduació d'un areòmetre en graus Baumé es va establir en referència a una dissolució aquosa de clorur de sodi (NaCl) al 10% en massa i aigua destil·lada. Es marca els valor 0 per a l'aigua destil·lada i el valor 10 per a la dissolució al 10%, i es divideix l'espai entre ambdós en 10 graus Baumé. L'escala es pot allargar per avall per a líquids menys densos que l'aigua destil·lada (ρ = 1 g/cm³). Per a líquids més densos que l'aigua l'escala és un poc diferent, es manté el valor 0 ºBé per a l'aigua destil·lada i es posa el valor 15 ºBé quan l'areòmetre està dins d'una dissolució al 15% de clorur de sodi. Això condueix a què les dues escales no s'encavalquen, per exemple els 25 ºBé (densitat alta) no coincideixen amb els 25 ºBé (densitat baixa). Per aquesta raó se la considera una escala que dona lloc a confusió i que cal eliminar.
La relació entre la densitat, ρ, de la dissolució i els graus Baumé s'ha expressat de diferents formes durant els temps que s'ha emprat. Actualment a 20 °C la relació entre la densitat, ρ, i els graus Baumé d'una dissolució és definida per les següents relacions:
- Per a líquids més densos que l'aigua (ρ > 1 g/cm³):

ºBé = 145 – 145/ρ
ρ = 145/(145 - ºBé)
- Per a líquids menys densos que l'aigua (ρ < 1 g/cm³):

ºBé = 140/ρ – 130
ρ = 140/(130 + ºBé)
El seu avantatge és que permet avaluar la concentració de qualsevol solució amb una mateixa unitat (graus Baumé) i un mateix aparell (areòmetre Baumé), però cal emprar una taula específica per determinar la concentració de cada tipus de substància. Se segueix emprant en l'actualitat en la producció industrial de cervesa, de vi, de mel i d'àcids concentrats.